# Erzbistum Calabozo
Das Erzbistum Calabozo (lateinisch Archidioecesis Calabocensis, spanisch Archidiócesis de Calabozo) ist eine in Venezuela gelegene römisch-katholische Diözese mit Sitz in Calabozo. Es umfasst eine. Teil des venezolanischen Bundesstaates Guárico.

## Geschichte
Papst Pius IX. gründete das Bistum Calabazo am 7. März 1863 aus Gebietsabtretungen des Bistums Mérida und des Erzbistums Caracas, dem es auch als Suffragandiözese unterstellt wurde. Der erste Bischof wurde erst 1881 ernannt.
Am 17. Juni 1995 wurde es in den Rang eines Metropolitanerzbistums erhoben.
Teile seines Territoriums verlor es zugunsten der Errichtung folgender Bistümer:
- 7. Juni 1954 an das Bistum Guanare und die Territorialprälatur San Fernando de Apure;
- 21. Juni 1958 an das Bistum Maracay,
- 23. Juli 1965 an das Bistum Barinas,
- 25. Juli 1992 an das Bistum Valle de la Pascua.

## Ordinarien

### Bischöfe von Calabozo
- Salustiano Crespo (4. August 1881 – 12. Juli 1888)
- Felipe Neri Sendra (25. September 1891 – 9. Mai 1921)
- Arturo Celestino Álvarez (9. Mai 1921 – 8. Januar 1952)
- Antonio Ignacio Camargo (8. Januar 1952 – 2. September 1957, dann Bischof von Trujillo)
- Domingo Pérez Roa (3. Oktober 1957 – 16. Januar 1961, dann Bischof von Maracaibo)
- Miguel Antonio Salas Salas CIM (16. Januar 1961 – 20. August 1979, dann Erzbischof von Mérida)
- Helímenas de Jesús Rojo Paredes CIM (24. März 1980 – 17. Juni 1995)

### Erzbischöfe von Calabozo
- Helímenas de Jesús Rojo Paredes CIM (17. Juni 1995 – 27. Dezember 2001)
- Antonio José López Castillo (27. Dezember 2001 – 22. Dezember 2007, dann Erzbischof von Barquisimeto)
- Manuel Felipe Díaz Sánchez (seit 10. Dezember 2008)

## Statistik
| Jahr | Bevölkerung | Bevölkerung | Bevölkerung | Priester     | Priester         | Priester       | Priester               | Ständige Diakone | Ordensleute  | Ordensleute      | Pfarreien |
| Jahr | Katholiken  | Einwohner   | %           | Gesamtanzahl | Diözesanpriester | Ordenspriester | Katholiken je Priester | Ständige Diakone | Ordensbrüder | Ordensschwestern | Pfarreien |
| ---- | ----------- | ----------- | ----------- | ------------ | ---------------- | -------------- | ---------------------- | ---------------- | ------------ | ---------------- | --------- |
| 1950 | 197.000     | 200.000     | 98,5        | 28           | 22               | 6              | 7.035                  |                  | 8            | 13               | 45        |
| 1957 | 208.600     | 213.000     | 97,9        | 34           | 25               | 9              | 6.135                  |                  | 11           | 46               | 37        |
| 1966 | 278.000     | 280.000     | 99,3        | 47           | 32               | 15             | 5.914                  |                  | 15           | 60               | 30        |
| 1970 | 329.000     | 333.000     | 98,8        | 50           | 47               | 3              | 6.580                  |                  | 3            | 70               | 36        |
| 1976 | 165.000     | 170.000     | 97,1        | 38           | 30               | 8              | 4.342                  |                  | 8            | 75               | 34        |
| 1977 | 395.000     | 400.000     | 98,8        | 37           | 27               | 10             | 10.675                 |                  | 10           | 75               | 37        |
| 1990 | 491.000     | 525.000     | 93,5        | 34           | 29               | 5              | 14.441                 |                  | 7            | 72               | 42        |
| 1999 | 281.285     | 356.370     | 78,9        | 24           | 17               | 7              | 11.720                 | 3                | 23           | 18               | 21        |
| 2000 | 283.500     | 360.203     | 78,7        | 18           | 15               | 3              | 15.750                 | 3                | 17           | 20               | 21        |
| 2001 | 288.200     | 363.900     | 79,2        | 26           | 19               | 7              | 11.084                 | 5                | 22           | 22               | 21        |
| 2002 | 302.610     | 382.095     | 79,2        | 23           | 16               | 7              | 13.156                 | 7                | 21           | 22               | 24        |
| 2003 | 332.000     | 482.000     | 68,9        | 28           | 21               | 7              | 11.857                 | 9                | 25           | 20               | 24        |
| 2004 | 500.000     | 540.000     | 92,6        | 24           | 20               | 4              | 20.833                 | 10               | 23           | 20               | 24        |
| 2006 | 519.000     | 560.000     | 92,7        | 26           | 23               | 3              | 19.961                 | 12               | 9            | 15               | 24        |